# بري شاه
پري شاه بيجوم بنت محمدي بك أتابك بن جيهانكير شاه أتابك بن الشاه رستم الأول بن شاه حسين أتابك بن عز الدين محمد بن شجاع الدين محمود بن عز الدين حسين.
هي إحدى أميرات سلالة الاتابكة بني خورشيد حُكام لورستان وبروجرد (بالولادة والنسب)، وإحدى سلطانات الدولة الصفوية (بالزواج).

## بداية حياتها
پري شاه هي إحدى بنات الأتابك مُحمدي، والتي ولدت إلى جانب كل من شاهوردي خان (الأتابك المُستقبلي)، علي خان، جيهانگير، وآسلمز.
لا يُعرف الكثير عن بداية حياتها لعدة أسباب، منها لبعُد لورستان عن المدن المركزية والمهمة في إيران والتي يتواجد فيها أغلب المؤرخين والعلماء، وكذلك لصعوبة الوصول إلى معلومات أو تفاصيل فيما يخص حرم الخان اللُري عموماً.

## زواجها الأول
كانت الدولة الصفوية أيام عهد والدها الأتابك تعاني اضطرابات واسعة، خصوصاً في العاصمة الصفوية (قزوين)، فوفاة الشاه المقتدر (طهماسب الأول) أدت إلى نشوب صراع شديد بين ورثته على تولي الحكم، مما أدى بحكم الأمر الواقع إلى الاستقلال التام للأقاليم والكيانات البعيدة (بما فيها لورستان).
بالنهاية أستقر حكم الدولة الصفوية للشاه (محمد خدا بنده)، أحد أبناء الشاه طهماسب، في حين كان الأتابك محمدي يناضل بمفرده ضد هجمات العثمانيين على حدود لورستان الغربية (تُعتبر حدود إيران أيضاً)، مما لفت انتباه الشاه خدابنده الذي حمد جهود الأتابك وشجاعته فأصبحت العلاقات بين العاهلين في غاية الود، فطلب الشاه يد ابنة الأتابك (پري شاه) لأبنه الكبير وولي عهده (حمزة ميرزا)، وتم الزواج بالفعل فيما بعد.

## زواجها الثاني
مرت السنين، وتبدل حكام البلاد، ففي بلاد اللُر توفي الأتابك محمدي، وتولى الحكم أرشد أولاده شاهوردي خان (شقيق پري شاه بيجوم)، أما في بلاد فارس فحصل انقلاب تم على إثره تنصيب الشاه (عباس الأول الصفوي) بدلاً من والده الشاه خدابنده، وكذلك فقد قُتِل ولي العهد حمزة ميرزا (زوج پري شاه) في شمال إيران قبل حدوث الانقلاب بفترة إثر مؤامرة حاكها ضده منافسيه، فكانت وفاته سنة 1588م.
مرت أحداث كثيرة، لكن تجددت العلاقات الطيبة بالنهاية بين الشاه الصفوي والأتابك الخورشيدي، وعادت بلاد اللُر تحت الوصاية الشاهنشاهيه كما كانت، فأنتهز الشاه عباس الفرصة وطلب يد أرملة شقيقه (حمزة ميرزا) من شقيقها شاهوردي خان، فحصل الزواج في العاصمة قزوين في شهر أكتوبر عام 1591م وذلك بالتزامن مع زواج كلاً من الأتابك شاهوردي خان والأميرة الصفوية زيور بيجوم (بنت عم الشاه عباس الأول).

## حياتها في قزوين
انضمت پري شاه بيجوم إلى حرم الشاه الصفوي في قزوين، ومن ثم انتقلت بمعية الحرم الصفوي كله إلى أصفهان بعد أن جعلها الشاه عاصمة لدولته سنة 1592م، وولد لها وللشاه عباس الأول فيما بعد أبن باسم (سُلطان حسين ميرزا)، إلا أنه توفي في صباه (كان عمره 13 عام تقريباً) ولا يعرف للزوجان أبناً غيره، فصار حكم الدولة الصفوية فيما بعد في نسل أخوه باقر ميرزا بن الشاه عباس الأول (أخ حسين ميرزا غير الشقيق وأبن الشاه عباس من إحدى زوجاته الجورجيات).
لا يُعرف الكثير عن الحياة اللاحقة لـ (پري شاه)، إلا تعكر العلاقات بين شقيقها وزوجها ومن ثم نشوب القتال بينهم والذي إنتهى بوفاة شقيقها شاهوردي خان وتنصيب أبن عمتها (الحسين خان الأول الأكبر).

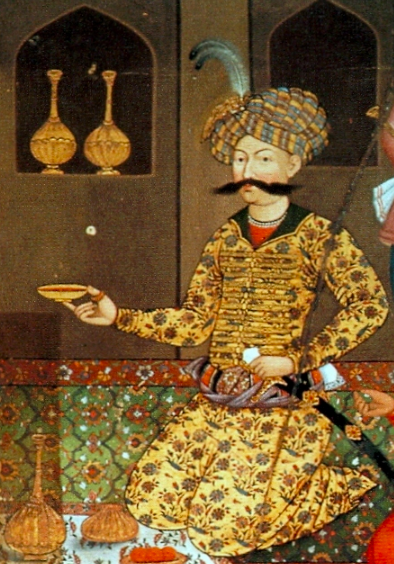
لوحة تمثل زوج پيري شاه بيجوم (الشاه عباس الأول، شاه إيران 1 أكتوبر 1588م – 19 يناير 1629م).